# Drymoda
Drymoda là một chi lan, gồm có 5 loài là đặc hữu của Myanmar và Thái Lan. They are small loài biểu sinhs with disk-like pseudobulbs.

## Danh sách các loài
- Drymoda digitata
- Drymoda gymnopus
- Drymoda latisepala
- Drymoda picta
- Drymoda siamensis

 Tư liệu liên quan tới Drymoda tại Wikimedia Commons